# ملكوت
الملكوت في اللغة هو المُلْك والمالك، وهو الله عز وجل. وحسب ابن منظور في كتابه لسان العرب، هو مُلك الله وملكوته: أي سلطانه وعظمته، وكلمة ملكوت صيغة مبالغة من المُلك.
هو عالم غير مرئي حسب علم الكون الإسلامي، يحتوي على عديد من الكائنات والأماكن الميتافيزيقية المذكورة في العقيدة الإسلامية، كالملائكة والشياطين والجن والجحيم، يستخدم في بعض الأحيان كمرادف لعالم المثل ولكنه من نواح أخرى يبقى مختلفا عنه، لكونه عالما أعلى منزلة منه. رغم ذلك يبقى الملكوت عالما متفرعا نوعا ما من عالم الجبروت، وعلى تعقيد صيغ هذه العوالم، فإن العوالم العليا لا تعتبر عوالم منفصلة عن العالم العادي في الفكر الإسلامي، بل تبقى ذات تأثير عميق ودائم عليه.
ذكرت كلمة ملكوت في القرآن الكريم ما يقارب الثلاث مرّات أولها كانت في سورة «المؤمنين» بالأية 88، ووردت ثانيها في سورة «يس» بالأية 83 منها في صيغة (مَلَكُوتُ كُلِّ شَيْءٍ). والأخيرة كانت بسورة «الأنعام» بالأية 75 وعلى شكل (مَلَكُوتَ السَّمَاوَاتِ وَالأَرْضِ).